# 桂米朝 (3代目)
3代目 桂 米朝（かつら べいちょう、1925年〈大正14年〉11月6日 - 2015年〈平成27年〉3月19日）は、落語家。本名∶中川 清。出囃子∶『三下り鞨鼓』→『都囃子』。俳号は「八十八」。所属は米朝事務所。
現代の落語界を代表する落語家の一人で、第二次世界大戦後滅びかけていた上方落語の継承、復興に大きく貢献した。その功績から、1996年（平成8年）に落語界から2人目の重要無形文化財保持者（人間国宝）に認定され、2009年（平成21年）には演芸界初の文化勲章受章者となった。位階は従三位。
旧関東州（満州）大連市生まれ、兵庫県姫路市出身。1979年（昭和54年）に帝塚山学院大学の非常勤講師を務めた。
若い頃から尼崎市武庫之荘に在住し、同町の発展や景観維持などにも貢献していた。

## 生涯

結び柏は、桂米朝一門の定紋である。

### 生い立ち
1925年、郵便局に勤める父の赴任地の関東州大連普蘭店（現・中華人民共和国遼寧省大連市普蘭店区）に生まれた。4歳のころに奉天（現・瀋陽）ヘ転居。実家は兵庫県姫路市の九所御霊天神社の神職であり、祖父の死去に伴い、父が1930年に実家を継承するために一家揃って姫路に帰郷した。米朝自身も上京前に周囲の勧めもあって神職の資格を取得しており、落語家になる前には実家の神社の禰宜（ねぎ）を務めたこともあったという。幼少時代から落語や浪曲に親しみ、父や演芸好きの叔父に連れられて西花月亭や南地花月にもよく通っていた。小学校6年で父を亡くす。

### 上京、正岡との出会い
旧制姫路中学（現在の兵庫県立姫路西高等学校）卒業後、1943年、大東文化学院（旧制専門学校、現大東文化大学）進学のため上京。在学中、作家であり落語・寄席研究家でもある正岡容（蓉）主催の珍しい落語会を見たことを機に正岡に入門。正岡一門の一番弟子となった。正岡を通じ5代目笑福亭松鶴や、大阪の映画館主の息子であった矢倉悦夫（のちの3代目桂米之助）と知り合いとなった。

### 太平洋戦争終りの前後
1945年2月に応召し、入隊するが急性腎臓炎に倒れて、3月には地元の陸軍病院に入院。三田の療養所に転院の後、8月12日に退院し、姫路の実家で太平洋戦争の終結を迎える。この頃、慰問で病院に訪れた橘ノ圓都と出会うことになる。専門学校（当時の大東文化学院は旧制専門学校）には復学せず、神戸市の神戸生活用品商事で会社員となり一介の落語愛好家として落語会や素人落語の上演会を主催するなど、上方落語復興に力を入れていた。

### 本格的に落語家へ

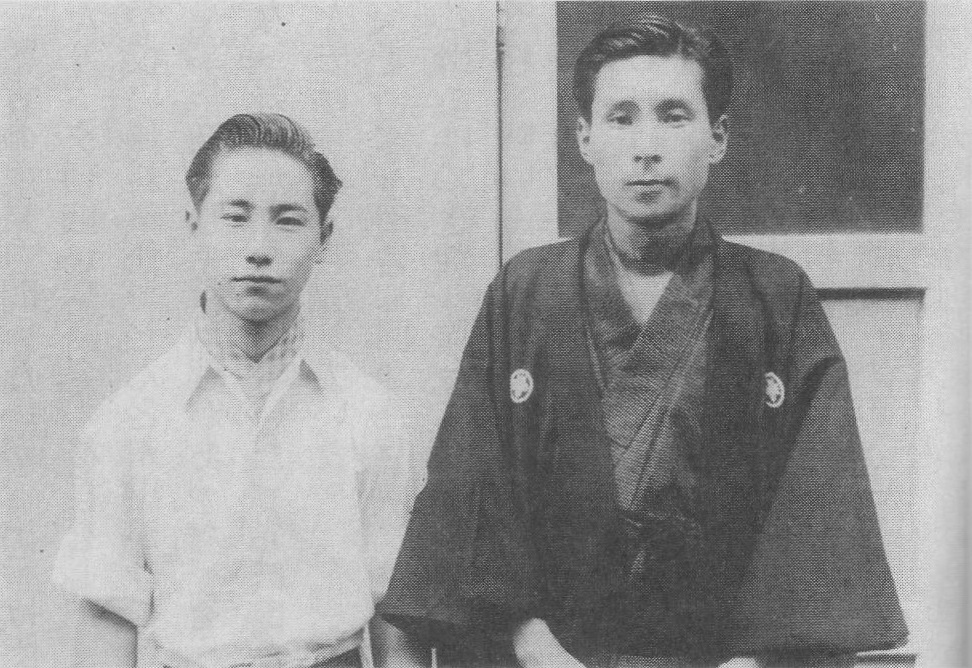
1947年から1950年ごろ撮影。向かって右の人物が米朝。左は三代目桂春団治（撮影当時は二代目桂小春）。

矢倉が3代目桂米之助となったことが縁で、後に師匠となる4代目桂米團治に教えを請う機会が生じた。この時に「高津の富」を教わる。
やがて、師・正岡の「いまや伝統ある上方落語は消滅の危機にある。復興に貴公の生命をかけろ」との言葉を受け、本格的に落語家を志すようになり、1947年9月に会社勤めをしながら米團治に入門。3代目桂米朝を名乗る。一旦勤めを辞めて米團治宅の内弟子となるものの親戚から叱責を受け、姫路市内の広畑郵便局員として1年ほど勤務した。その後、師・米團治の死に遭い、落語のみに精進することを決意する。

### 初舞台
戎橋松竹で初舞台後、長年千土地興行（後の日本ドリーム観光）に所属し、千日劇場を本拠に道頓堀角座やうめだ花月にも出演したが、1968年3月以降はフリーとなり、ホール落語、独演会、一門会を中心に活動するようになる。ラジオパーソナリティーを務めていた近畿放送の「天壇ゴールデンリクエスト」の縁で1966年7月16日、初の独演会「米朝 スポットショー」を京都府立勤労会館で開催、その流れで10月25日に現在でも続く桂米朝落語研究会をスタート。1974年、千土地時代の担当マネージャーを社長に据え芸能事務所米朝事務所を設立。現在一門の多くがここに所属する。

### テレビ出演と落語研究家活動
1958年頃には朝日放送専属となり、放送タレントとしても、1960年代以降は、『ハイ!土曜日です』、『お笑いとんち袋』（関西テレビ）や『味の招待席』、『和朗亭』（朝日放送）など多数の番組に出演して大人気を博した。一方で、落語研究家としても活動を行い、文献から発掘したり落語界の古老から聴き取り調査をしたりして、一度滅んだ噺を多数復活させている。彼によって復活した演目としては「算段の平兵衛」「風の神送り」「矢橋船」などがある。また上方文化の交流を深める「上方風流」を1963年から結成し「上方風流」を発行（1967年まで活動）。

### 上方落語四天王らの復興尽力
入門当時には衰微を来たしていた上方落語の復興を願い、ともに上方落語四天王と讃えられた6代目笑福亭松鶴、3代目桂小文枝（後の5代目桂文枝）、3代目桂春団治らと東奔西走して尽力した。現在の上方落語の隆盛は米朝・松鶴らの功績であるというのが衆目の一致する処である。一言に東奔西走といっても、地方においては昭和40年代（1965年 - 1974年）であってもなお、落語に対する理解は低く、米朝が高座に上がって落語を始めても、客からは「何を一人で喋ってるんだ？ 遊んでないで早く落語を始めろ！」と野次が飛んでくる有様だった。地方に於ける落語の一般的認知は複数の演者が舞台に上がり問答で笑いを取る大喜利、演芸テレビ番組の『笑点』が落語であると、その程度の認識であり、その苦労は並大抵のものではなかった。

### 文化貢献への評価
1987年4月29日、紫綬褒章を受章する。1988年2月25日には上方落語協会の選挙で会長に選出されたが、当時相談役に退いていた米朝は「いまさら会長になる気持ちはない」「相談役という隠居の身」と辞退したため、「米朝会長」は幻に終わっている。四天王としては唯一、会長に就任していない。1996年、落語家では5代目柳家小さんに続き2人目、上方落語界では初の重要無形文化財保持者（人間国宝）に認定される。また、2002年11月3日には、演芸人として史上初の文化功労者顕彰を受ける。

### 晩年
2009年3月、医師から脳梗塞と診断され入院し、7月27日にも脳幹出血と診断され入院したが、いずれも軽度で済み、早期に活動復帰している。同年11月3日、演芸人として史上初の文化勲章受章者となった。
2013年1月の米朝一門会を最後に高座から遠のき、2013年8月、肺炎のため入院。10月に退院するも、再び入院し2015年3月19日19時41分、肺炎のため死去した。89歳没。諡は「中川清大人之命（なかがわきよしうしのみこと）」。4月17日に日本政府は、三代目米朝が上方落語界発展に尽くした功績を讃え、死没日付をもって従三位に叙することを閣議決定した。

### 没後
墓所は姫路市の名古山霊苑内。同市名誉市民として同霊園に築かれた「名誉市民墓」は、上から見ると「米」の字をかたどった形に石が配されている。
2025年1月30日、生誕100年と没後10年を記念して、生前に一門の落語会を開いていた大阪府大阪市住吉区の住吉大社境内に顕彰碑（碑前の説明には「人間国宝 桂米朝記念碑」と記載）が建立された。碑面には米朝が色紙に揮毫した「一期一会」の文字が刻まれている。
遺品整理中に自作の新作『一文笛』の自筆の原稿が見付かる。独演会のチラシや出演した番組の台本を全て保管しており、長男の米團治は「整理するのに4年掛かった」と言う。
2025年6月、NHK大阪放送局が1925年の放送開始から100年を迎えるにあたり、同じ年に生まれた米朝を取り上げる番組をテレビ・ラジオで放送した。番組は関西圏限定であるが、らじるらじる（ラジオ）、NHKプラス（テレビ）で全国に配信された。

#### ラジオ
- BK100年まつり おおきに！ ラジオで笑った！上方演芸〜桂米朝の落語〜（2025年6月1日）出演：桂米團治、秋鹿真人

#### テレビ
- JOBK100年 桂米朝 なにわ落語青春噺[20]（2025年6月21日）出演：桂吉弥、桂米團治、笑福亭鉄瓶、貫地谷しほり（ナレーション）ほか
- 上方推しらくご「桂米朝の落語を聴く」（2025年6月29日[注 4]）出演：樋口大喜、桂米團治、桂慶治朗

## 年譜
- 1925年 - 関東州大連普蘭店（現中華人民共和国遼寧省大連市普蘭店区）に生まれる。
- 旧制姫路中学を卒業。
- 1943年 - 大東文化学院進学のため上京。
- 1944年2月 - 応召。
- 1945年
  - 入隊。
  - 3月 - 病気により入院。
  - 8月 - 退院。
- 1947年9月 - 会社勤めをしながら四代目桂米團治に入門、「三代目桂米朝」を名乗る。
- 1958年
  - 4月 - 元大阪松竹少女歌劇団の駒ひかると結婚[21]。
  - 12月 - 長男が誕生。
- 1960年12月 - 次男・三男が誕生。
- 1963年 - 次代の上方文化を担う40歳以下の有志で「上方風流（かみがたぶり）」を結成。茂山千之丞、藤山寛美、大村崑、現在の坂田藤十郎や竹本住大夫とで同人誌を出版。
- 1966年
  - 7月16日 - 初の独演会「米朝スポットショー」を京都会館にて開催。
  - 10月25日 - 安井金比羅宮会館にて「桂米朝落語研究会」を開く。
- 1967年5月2日 - 矢野誠一の企画で東京で初の独演会「桂米朝 上方落語の会」紀伊國屋ホールで開催。この会には安藤鶴夫、小沢昭一、永六輔、立川談志ら著名人も会場に駆け付けた。この会がきっかけで米朝の名が東京でも知られるようになる。
- 1972年 - 正月と夏にサンケイホールで独演会を開催。その後も長年サンケイでは独演会を開く。
- 1973年 - この年より毎年、地元姫路市で「姫路落語会」を開催している[22]。
- 1983年 - 公共広告機構のアイバンクのCMに出演、ラジオ部門のACCグランプリ、秀作賞、タレント賞を受賞した。それまでテレビコマーシャルの出演は一切拒否していたが、『ハイ!土曜日です』でアイバンクを紹介した事により実現した。
- 1987年4月29日 - 紫綬褒章受章。
- 1988年 - 上方落語協会の会長選挙に選出されるも辞退[10]。
- 1996年 - 落語家では五代目柳家小さんに続き2人目、上方落語界では初の重要無形文化財保持者（人間国宝）に認定される。
- 2002年
  - 東京・歌舞伎座の口演を最後に一線を退く。
  - 11月3日 - 演芸人として史上初の文化功労者顕彰を受ける。
- 2007年 - 米團治に入門してから数えて芸能生活60周年であり、桂米朝を祝う会なども行われ退院以来のトリで落語『将棋小噺』を披露した。
- 2009年
  - 3月 - 医師から脳梗塞と診断され入院。
  - 7月27日 - 脳幹梗塞と診断され入院した[12]が、いずれも軽度で済み、早期に活動復帰している。同年11月3日、演芸人として史上初の文化勲章受章者となった[13]。
- 2012年8月 - 数え年で米寿を記念してサンケイホールブリーゼで「米寿記念 米朝展」を開催。会では石黒浩が制作した米朝アンドロイドロボットが公開された[23]。これは大阪大学の石黒浩（ロボット工学者）とスペシャル4Dクリエーターの遠藤慎也によって製作されたものである[24][25][26]。
- 2013年8月 - 肺炎のため入院。10月に退院する。
- 2015年3月19日19時41分 - 肺炎のため死去[14]。89歳没。同日付で従三位追叙[17]。
- 2017年 - 1月28日から3月20日にかけて兵庫県立歴史博物館にて特別展「人間国宝・桂米朝とその時代」開催。企画した同館学芸員は米朝の三男。

## 人物

### 芸風及び落語への取り組み
- 語り口調は端正で上品。容姿も端麗で人気を博した。
- 「芸は最終的には催眠術である」が持論。お客さんを落語の世界へ引っ張り込むことを催眠術に例えている。
- 滅びた噺の復活や当時の時代背景、風俗、流行などの研究のために多種多様な古書や文書を収蔵した書庫を自宅に持つ（孫弟子の桂吉弥曰く「米朝文庫」）。特に演目の登場人物が取る仕草の研究に余念がなく、酒席でのほろ酔いと酩酊の演じ分け（酒肴の口の運び方、酒の注ぎ方など）から縫い物の糸切りの位置に至るまで、日常生活上のさり気ない動作に徹底的なリアリティを追求している。
- 持ちネタは多数あるが、代表的なところでは自ら掘り起こした「地獄八景亡者戯」や「百年目」、自作に「淀の鯉」（中川清時代）や「一文笛」がある。
- 身近な存在だった実父、正岡、米團治が55歳で亡くなったので、自身も55歳で死ぬと断言していた。自らに課した55歳というタイムリミットに間に合わせるために、後進の育成に加え、書籍や音声資料による落語の記録に精力的に取り組んだ（実際には55歳を遥かに越え、89歳という長寿をまっとうした）。
- 古典落語を流暢に演じる正統派としての印象が強いが、時として艶笑落語も演じており、現在でもその音源がCDに録取され市販されている。特に「続いろはにほへとひとりでする噺篇」では、せんずり、自慰などと言う卑猥な言葉も発するなど過激な内容になっている。

### 弟子との関わり
- 多くの弟子を育て、長男の5代目桂米團治もその一人。特に初期の弟子には月亭可朝、2代目桂枝雀、2代目桂ざこばら異能派が多く、TVなどで売れっ子になっていった。むしろ後期の方に桂吉朝ら、師匠の端正な芸風の後継者と目される人材が多い。かつては芸に厳しく怒鳴ってはいたが、近年は大きな包容力で一門を育て上げた。
- 一門の弟子たちからは「ちゃーちゃん」と呼ばれている。5代目桂米團治の著書によると、米團治が幼少のころ、「おとーちゃん」と発音しようとして、「ちゃーちゃん」と言っていたものを当時の弟子たちがまねて使ったのが由来であるという。
- 厳しい指導で知られていたが、一方では、破門者を一人も出さなかったとされ、人情味のある一面も見せていた。枝雀は「自分やったら兄弟弟子の内半分位は破門にしていただろう。」と述べたことがあるという。

### 家族
- 中川絹子夫人は元OSSK（大阪松竹少女歌劇団、のちのOSK日本歌劇団）の「駒ひかる」である。十数年パーキンソン病で静養していたが2014年に死別[21]。長男は5代目桂米團治。次男（高校の保健体育教諭から教頭）と三男（博物館の学芸員）は双子で、米朝一家と同じく武庫之荘に住んでいた大村崑の息子とは同級生。

- 長男・5代目桂米團治によると「父の中川清」は、とりわけて子煩悩でも、教育熱心でもなく、かといって目立った諍いもなく、家に居ても丹念に落語の資料に目を通している父親で父子としては至って普通の淡白な関係であった。ただわからないことを訊ねると子供相手であっても順を追って理路整然と説明するなど、父親と本業の両面が出ていた。舞台での流暢な喋りと温厚そうな雰囲気の反面、TVや新聞を見て気に障ることがあると、途端に虫の居所が悪くなり、怒声や剣幕こそ出さないものの、険しい顔で所作が乱暴になり険悪な雰囲気を撒き散らすなど、子供にとっては居心地の悪くなってしまう気難しい面も持っていた。

### その他
- 大塚徹が処女詩集「古城幻想」出版の寄付を募った際には、中川清名義で資金ではなく清酒一升を寄付した[27]。
- ニュースなどで北朝鮮と米国を扱ったいわゆる「米朝問題」を聞くと「自分とは無関係なのにドキっとする」という。
- 晩年、「稽古をつけていただけないでしょうか」と米朝の自宅に電話をいれたという桂歌丸は、米朝の訃報を聞き、「博学であることは言うに及ばず、我々は落語界の『百科事典』を失ったに等しい」と悼んだ。
- 俳句を嗜み、自ら俳号を「八十八」（米朝の「米」を崩したもの）と称した。2021年8月、俳号を由来とした「桂八十八」の高座名を弟子の桂宗助が二代目（米朝を初代として扱う）として襲名することとなった[28]。

## 幻の桂三木助の襲名
朝日放送社員の松本昇三（当時）が、香川登志緒（のちの香川登枝緒 作家）、三田純市（作家）とともに、米朝に対し、3代目の死後空き名跡となっていた「桂三木助」の襲名を提案した。米朝の芸風や風貌が2代目に似ているとされることがその理由だった。
やがて、3代目三木助の師匠であり落語芸術協会の会長であった6代目春風亭柳橋、3代目が心酔していた落語協会の8代目桂文楽、3代目の遺族、在京の各寄席の席亭、安藤鶴夫、久保田万太郎、テレビ局関係者の承諾がまとまったが、8代目文楽から「襲名披露は角座で行うこと」との条件が出された。当時、角座は原則として松竹芸能が芸人の配給や番組の編成を取り仕切っており、一方の米朝は千土地興行所属であった（千土地と松竹との関係から定期的に角座に出演はしていた）。当時の上方芸界の慣習上、角座で襲名披露を行うためには、松竹へ移籍することが必須条件であった。この話を聞いた米朝は「大きな名前がほしいために、今までお世話になって来た千土地さんを裏切ることは、わたしの良心が許しまへん」と、断固拒否する姿勢を示した。その後、柳橋と文楽を呼び寄せて話し合いの場が設けられるなど、米朝への説得が続けられたが、松本の朝日放送退社などで襲名計画は立ち消えとなった。米朝自身は著書で「文楽さんにも私にも知らされていなかったが（中略）襲名を条件に私をある興行会社の専属にしようという計画だった」「三木助の名前で誘い込もうというのである。それを知った途端に私の思いは冷めた」と回想している。
その後「三木助」の名跡は、3代目の実子が4代目を、3代目の孫で4代目の甥が5代目を襲名した。なお、米朝は4代目に稽古を付けていたことがある。
結局、米朝は改名・襲名を生涯行わなかった。

## 弟子
この字体は存命者。

### 弟子
- 3代目桂米紫
- 月亭可朝
- 2代目桂枝雀
- 2代目桂ざこば
- 桂朝太郎
- 桂米蔵
- 2代目桂歌之助
- 11代目桂小米
- 2代目桂米太郎
- 桂米輔
- 桂吉朝
- 桂千朝
- 桂米八
- 桂米二
- 5代目桂米團治
- 桂勢朝
- 桂米平
- 桂米裕
- 桂米左
- 桂団朝
- 2代目桂八十八
- 桂すずめ[注 6]

### 預かり弟子
- 橘家圓三 - 橘ノ圓都門下より

## 孫弟子

### 可朝門下
- 月亭八方
- 月亭ハッピー
- 月亭ハッチ

### 枝雀門下
- 桂音也
- 3代目桂南光
- 3代目桂雀三郎
- 3代目桂文之助
- 桂雀々
- 桂九雀
- 4代目桂文我
- 桂む雀
- 桂紅雀

### ざこば門下
- 4代目桂塩鯛
- 桂喜丸
- 桂出丸
- 桂わかば
- 2代目桂力造
- 4代目桂米之助
- 2代目桂惣兵衛
- 桂あおば
- 桂りょうば

### 歌之助門下
- 3代目桂歌之助

### 米輔門下
- 桂鞠輔

### 吉朝門下
- 桂あさ吉
- 桂吉弥
- 桂よね吉
- 桂しん吉
- 桂吉坊
- 桂佐ん吉
- 桂吉の丞

### 米二門下
- 桂二乗
- 桂二葉
- 桂二豆

### 米團治門下
- 桂米市
- 桂團治郎
- 桂米輝
- 桂慶治朗

## 曾孫弟子

### 八方門下
- 月亭遊方
- 7代目月亭文都
- 月亭八光
- 月亭方正
- 月亭八斗
- 月亭方気
- 月亭八織

### 南光門下
- 2代目桂南天

### 雀三郎門下
- 桂雀喜
- 桂雀五郎
- 桂雀太

### 雀々門下
- 桂優々

### 九雀門下
- 桂九ノ一

### 文我門下
- 桂まん我

### 塩鯛門下
- 4代目桂米紫
- 2代目桂鯛蔵
- 桂小鯛

### 吉弥門下
- 桂弥太郎
- 桂弥っこ
- 桂弥壱

## 玄孫弟子

### 遊方門下
- 月亭太遊
- 月亭遊真

### 文都門下
- 月亭天使
- 月亭秀都
- 月亭都来

### 方正門下
- 月亭柳正
- 月亭新正

### 南天門下
- 桂天吾

### 雀太門下
- 桂源太

## 受賞・栄典
- 1963年 : 芸術祭文部大臣奨励賞
- 1969年 : 芸術祭優秀賞（「愛宕山」にて）
- 1970年 : 芸術祭優秀賞
- 1972年 : 第1回上方お笑い大賞
- 1978年 : 大阪芸術賞
- 1980年 : 芸術選奨文部大臣賞
- 1982年 : 第10回日本放送演芸大賞功労賞
- 1983年
  - 第25回ギャラクシー賞選奨
  - 兵庫県文化賞
- 1987年 : 紫綬褒章
- 1989年 : 姫路市民文化賞
- 1992年 : キワニス大阪賞
- 1993年 : 日本酒大賞
- 1996年
  - 朝日賞[31]
  - 重要無形文化財保持者（人間国宝）認定
  - 姫路市名誉市民
- 1997年
  - 第48回NHK放送文化賞
  - 第18回松尾芸能賞特別賞（「はてなの茶碗」にて）
- 2001年 : 上方お笑い大賞30周年記念特別賞
- 2002年 : 文化功労者顕彰[32]
- 2009年 : 文化勲章[33]
- 2010年 : 第14回上方演芸の殿堂入り
- 2015年 : 従三位

## 著作物

### LP
- 米朝艶笑上方落語 いろはにほへと（1971年、東芝EMI）当時だけで1万枚近く売れ、当時の落語のレコードとしては異例の大ヒットになった[34]
- 米朝艶笑上方落語 続いろはにほへと（1972年8月、東芝EMI）
- 桂米朝 上方落語大全集（1973年3月 - 1978年3月、東芝EMI）シリーズ累計100万枚を突破し、2枚のゴールデンレコードを獲得した[34]
- 広沢瓢右衛門VS桂米朝（1979年、東芝EMI）

### CD
- 米朝艶笑上方落語 いろはにほへと（全2集、1988年6月25日、東芝EMI）レコードの復刻
- 特選!!米朝落語全集（全40集、1989年12月13日 - 1993年12月22日、東芝EMI）
- 米朝珍品集（全8集、1989年12月6日 - 1999年4月28日、東芝EMI）
- スーパー落語1500 三代目 桂米朝（1994年12月16日、ビクターエンタテインメント）
- 桂米朝 上方落語大全集（各10枚組全4期分、2006年6月28日 - 7月26日、東芝EMI）同名レコード全集全23集の復刻
- 桂米朝 米朝十八番（8枚組、2015年6月10日、ユニバーサルミュージック）同名のレコード10枚組の復刻
- 米朝十八番 六日間連続独演会（8枚組、2015年6月10日、ポリグラム）限定1000箱レコード9枚組の復刻
- 三代目 桂米朝（2016年7月1日、キープ）
- 桂米朝上方落語選集＜旅のはなし＞（7枚組、2016年3月16日、ユニバーサル）レコードの復刻
- 桂米朝 昭和の名演 百噺（全40集、2020年1月29日、ユニバーサルミュージック）上方落語大全集の単体リリース

### DVD
- 特選!!米朝落語全集（全30集、2002年10月17日 - 12月18日、東芝EMI）
- 文化勲章受章記念DVD「桂米朝 らくごの世界」（平成紅梅亭の映像を厳選、2010年11月24日、EMI MUSIC JAPAN）
- 蔵出し!米朝全集（DVD7枚組、2012年12月28日、ユニバーサル）
- 落語研究会 桂米朝全集（DVD8枚組、2014年11月5日、ユニバーサル）

### CD+DVD
- THE 米朝（DVD・百年目・本能寺、CD・地獄八景亡者戯、2007年12月26日、ユニバーサル）

### 著書
- 『米朝上方落語選』立風書房、1970年1月10日。
- 『米朝上方落語選 続』立風書房、1972年8月20日。
- 『落語と私』二俣英五郎絵 ポプラ社 ポプラ・ブックス 1975 文春文庫、1986
- 『上方芸人誌』朝日新聞社、1976年3月8日。
- 『上方落語ノート』（全4巻、青蛙房、1978年1月 - 1998年1月）
- 『米朝落語全集』（全7巻、創元社、1980年1月 - 1982年1月）
- 『米朝ばなし 上方落語地図』毎日新聞社 1981　講談社文庫、1984
- 『一芸一談』（淡交社、1991年2月）ちくま文庫、2007年
- 『友あり駄句あり三十年―恥多き男づきあい春重ね』（東京やなぎ句会編、日本経済新聞社、1999年3月）
- 『桂米朝 私の履歴書』（日本経済新聞社、2002年4月）日経ビジネス人文庫、2007年
- 『上方落語 桂米朝コレクション』（ちくま文庫、全8冊、2002年9月 - 2003年7月）
- 『桂米朝集成 上方落語』（全4巻、豊田善敬・戸田学編、岩波書店、2004年11月 - 2005年2月）
- 『桂米朝座談』（単行本、全2巻、豊田善敬・戸田学編、岩波書店、2005年12月 - 2006年1月）
- 『米朝よもやま噺』（朝日新聞社、2007年12月）
- 『藝、これ一生 米朝よもやま噺』（朝日新聞出版、2010年2月）
- 『桂米朝句集』（岩波書店　2011年）
- 『【米朝よもやま噺】歳々年々、藝同じからず』（朝日新聞出版、2012年8月）
- 『桂米朝八十八句』松岡ひでたか 神戸 交友プランニングセンター友月書房 (制作) 2015

### 共編著
- 『日本の名随筆 22　笑』編（作品社、1984年1月）
- 『米朝・上岡が語る昭和上方漫才』（上岡龍太郎との共著、朝日新聞社、2000年6月）
- 『対談 笑いの世界』（筒井康隆との共著、朝日新聞社、2003年9月
- 『四世桂米團治 寄席随筆』（編著、岩波書店、2007年11月6日）米朝の誕生日に発行
- 『米朝らくごの舞台裏』小佐田定雄著　筑摩書房　2015年4月　ISBN 4480068260

## 出演作品

### テレビ番組
- ハイ!土曜日です（関西テレビ）
- お笑いとんち袋（関西テレビ）
- ご両人登場（日本テレビ）
- 春夏秋冬（日本テレビ）
- 味の招待席（朝日放送）
- 和朗亭（朝日放送）
- アベック料理コンテスト（毎日放送）
- トークロータリー 話題のチャンネル（毎日放送）
- ビッグショー（NHK総合、1974年 - 1979年） ※BS2 『蔵出しエンターテインメント』にて再放送。
- ナイトinナイト（朝日放送）
- 米朝・メイコの面白日本（朝日放送）
- 第47回NHK紅白歌合戦（NHK総合・ラジオ第1、1996年）審査員
- 寄席という場所　落語という芸ごと（NHK総合、1998年）
- 知るを楽しむ・なんでも好奇心「米朝の上方歌舞伎案内」（NHK教育、2005年7月度講師）

### ラジオ番組
- 演芸バラエティー 東の旅・西の旅（NHKラジオ第1放送）
- 米朝・美智子のほろ宵ばなし（ABCラジオ、鈴木美智子と）
- 米朝よもやま噺 （ABCラジオ、2005年度 - 2013年度9月）
- 天壇ゴールデンリクエスト（近畿放送、焼肉の天壇(京都)提供の番組で水曜日を担当。1968年終了）
- 米朝・ハンソン・洋子のリクエストで行こう（MBSラジオ）
- 特選!!米朝落語全集 （MBSラジオ）
- こんちわコンちゃんお昼ですょ! （MBSラジオ） ※月1回のゲスト
- 題名のない番組 （ラジオ大阪、小松左京と）

### テレビドラマ
- 現代浮かれ節考（朝日放送テレビ、1975年）
- 連続テレビ小説（NHK大阪）
  - 心はいつもラムネ色（1984年） - 藤森 役
  - いちばん太鼓（1985年） - 風間藤五郎 役
  - オードリー（2000年） - 花尾武 役
  - てるてる家族（2003年） - 石川 役
  - だんだん（2008年） - 畑田富男 役
- ふたつの愛（NHK大阪、1998年）
- 火曜サスペンス劇場 京都金沢浦島太郎殺人事件（日本テレビ、2003年） - 伊藤哲男 役

### 映画
- 女殺油地獄（東宝、1957年） - 市兵衛 役
- 落語野郎 大馬鹿時代（東宝、1966年） - 西本 役
- 喜劇 夫婦善哉（松竹、1968年） - 八掛見 役
- カモとねぎ（東宝、1968年） - 山崎 役
- “経営学入門”より ネオン太平記（日活、1968年） - 田宮 役
- 小三治（オフィス・シマ/ヒポコミュニケーションズ、2009年）※10代目柳家小三治を追いかけたドキュメンタリー映画

### 劇場アニメ
- 平成狸合戦ぽんぽこ（東宝/スタジオジブリ、1994年） - 6代目金長 役 唯一の声優としての活動

## 関連書籍
- じごくのそうべえ - 桂米朝・上方落語・地獄八景より（童心社、田島征彦作・絵、1978年1月、ISBN 4-494-01203-3）
- 桂米朝 噺の世界（写真集、宮崎金次郎撮影、小佐田定雄著、向陽書房、2002年4月、ISBN 4-906108-46-6）
- 対談 笑いの世界 - 桂米朝×筒井康隆（桂米朝、筒井康隆著、朝日新聞社、2003年9月、ISBN 978-4022598356）
- なにわ華がたり - 中川絹子 桂米朝と一門をささえた半世記（単行本、廓正子著、淡交社、2004年7月、ISBN 4-473-03182-9）
- なんでも好奇心 2005年6/7月（ムック、「米朝の上方歌舞伎案内」、日本放送出版協会、2005年5月25日、ISBN 4-14-189125-8）
- 桂米朝と上方落語の奇蹟（堀井憲一郎　講談社　2013年10月発売予定→諸事情により発売中止）[35][36]
- 令和七年笑点暦（日本テレビサービス、2024年）- 2025年に生誕百年を迎えることを祝して、11・12月「生誕百年 東西落語大看板」に林家三平（初代）と並んだ寄席文字看板が登場している。作者は橘右橘。